# Mountain Top (ELLEGARDENの曲)
「Mountain Top」(マウンテントップ)は、日本のロックバンド、ELLEGARDENの1枚目の配信限定シングル。2022年9月9日にEMI Recordsからリリースされた。

## 概要
2006年に発売されたシングル「Salamander」から実に16年ぶりの新曲であり、活動再開後初のニューシングルである。初の配信シングルでもある。2022年9月9日に開催された「BAND OF FOUR -四節棍-」のアンコールで初披露された。アメリカから帰国後に細美がメンバーに聴かせた最初の楽曲である。